# Glenn Fitzgerald

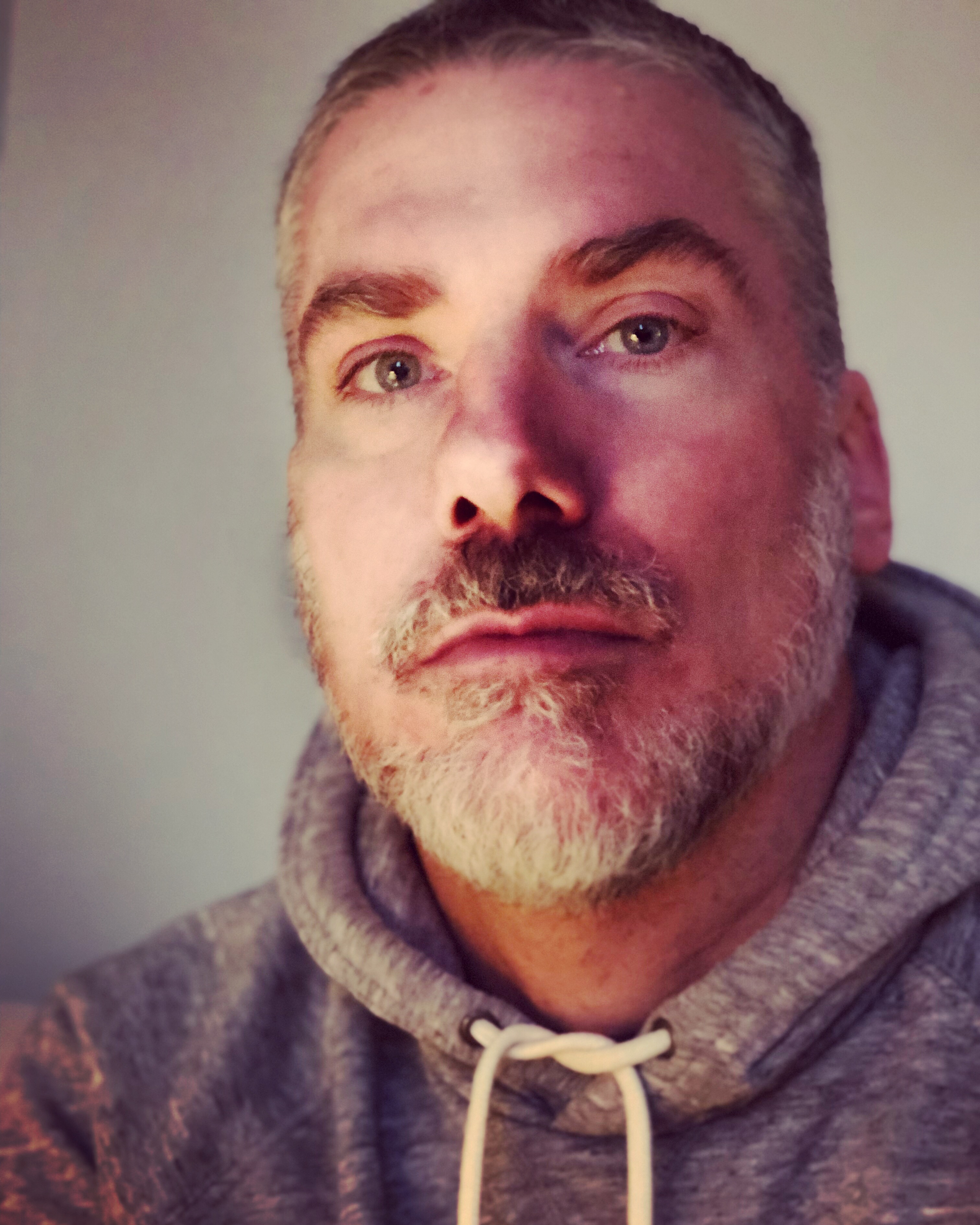
Glenn Fitzgerald, 2019

Glenn Fitzgerald (* 21. Dezember 1971 in Brooklyn, New York City) ist ein US-amerikanischer Schauspieler.

## Leben
Glenn Fitzgerald machte seinen Schulabschluss an der Bishop Ford High School in Brooklyn. Zwischen Ende der 1980er und Anfang der 1990er Jahre war er Model für Calvin Klein. Über Filme wie Flirting with Disaster – Ein Unheil kommt selten allein und Manny & Lo begann er sich als Schauspieler zu etablieren. Für seine Rolle in dem von Hilary Birmingham inszenierten Independetdrama Tully wurde Fitzgerald bei der Verleihung des Chlotrudis Awards 2003 als Bester Nebendarsteller nominiert und mit dem Gertrudis Award ausgezeichnet.

## Filmografie (Auswahl)
- 1996: Flirting with Disaster – Ein Unheil kommt selten allein (Flirting with Disaster)
- 1996: Manny & Lo
- 1997: Der Eissturm (The Ice Storm)
- 1998: Teurer als Rubine (A Price Above Rubies)
- 1999: The Sixth Sense
- 2000: Forrester – Gefunden! (Finding Forrester)
- 2000: Tully
- 2001: Aufs Spiel gesetzt (The Atlantis Conspiracy)
- 2001: Inside A Skinhead (The Believer)
- 2002: 40 Tage und 40 Nächte (40 Days and 40 Nights)
- 2002: Six Feet Under – Gestorben wird immer (Six Feet Under, Fernsehserie, 3 Folgen)
- 2004: Criminal Intent – Verbrechen im Visier (Law & Order: Criminal Intent, Fernsehserie, Folge 4x02)
- 2005: Liebe ist Nervensache (Trust the Man)
- 2007–2009: Dirty Sexy Money (Fernsehserie, 23 Folgen)
- 2012: Perception (Fernsehserie, Folge 1x10)
- 2013: Elementary (Fernsehserie, Folge 2x02)
- 2017: Detroit
- 2018: The Good Cop (Fernsehserie, 2 Folgen)